# 巴庫地鐵
巴庫地鐵是阿塞拜疆首都巴庫的快速運輸系統。於1967年11月6日開通，有着典型的前蘇聯地铁系統特征，包括非常深的中央车站，精緻的裝飾品和融合傳統的阿塞拜疆國家與蘇聯意識形態的圖案。目前，該系統有3條路線、長40.3公里、27座車站。

## 线网图

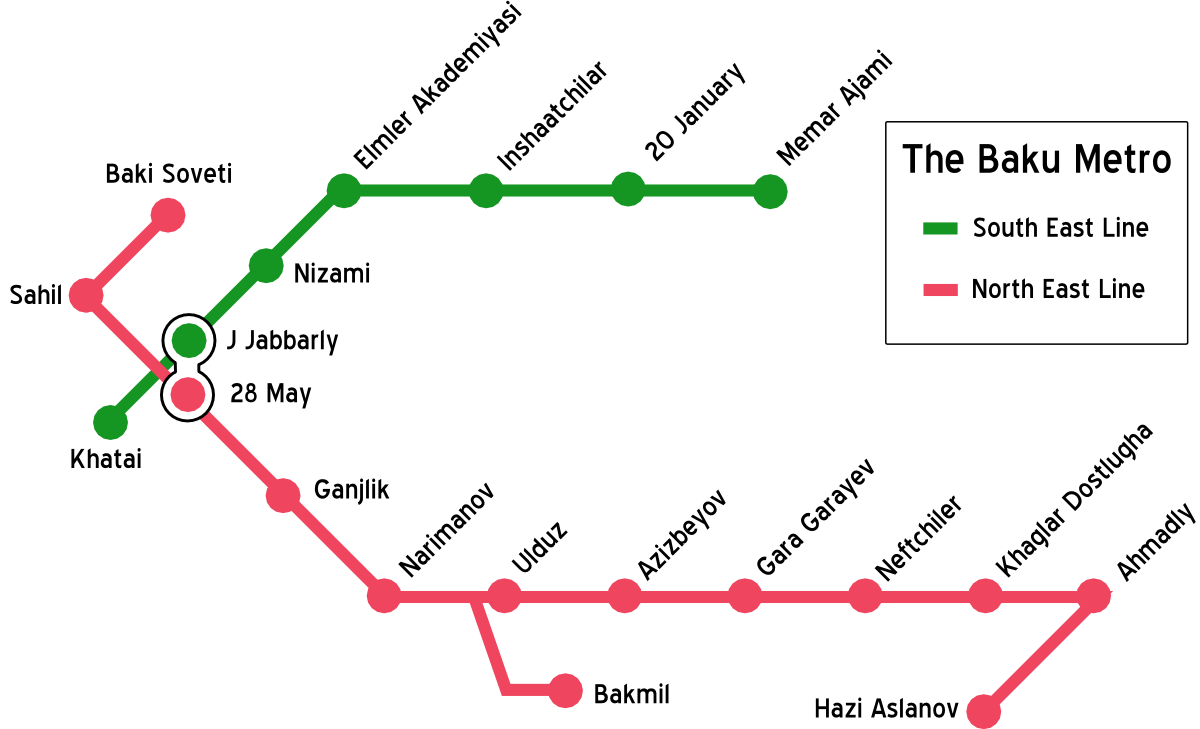
蘇聯時期的地圖，1990年代的不穩定導致了停工與200多人死亡的重大意外，21世紀後系統逐漸恢復

## 車廂

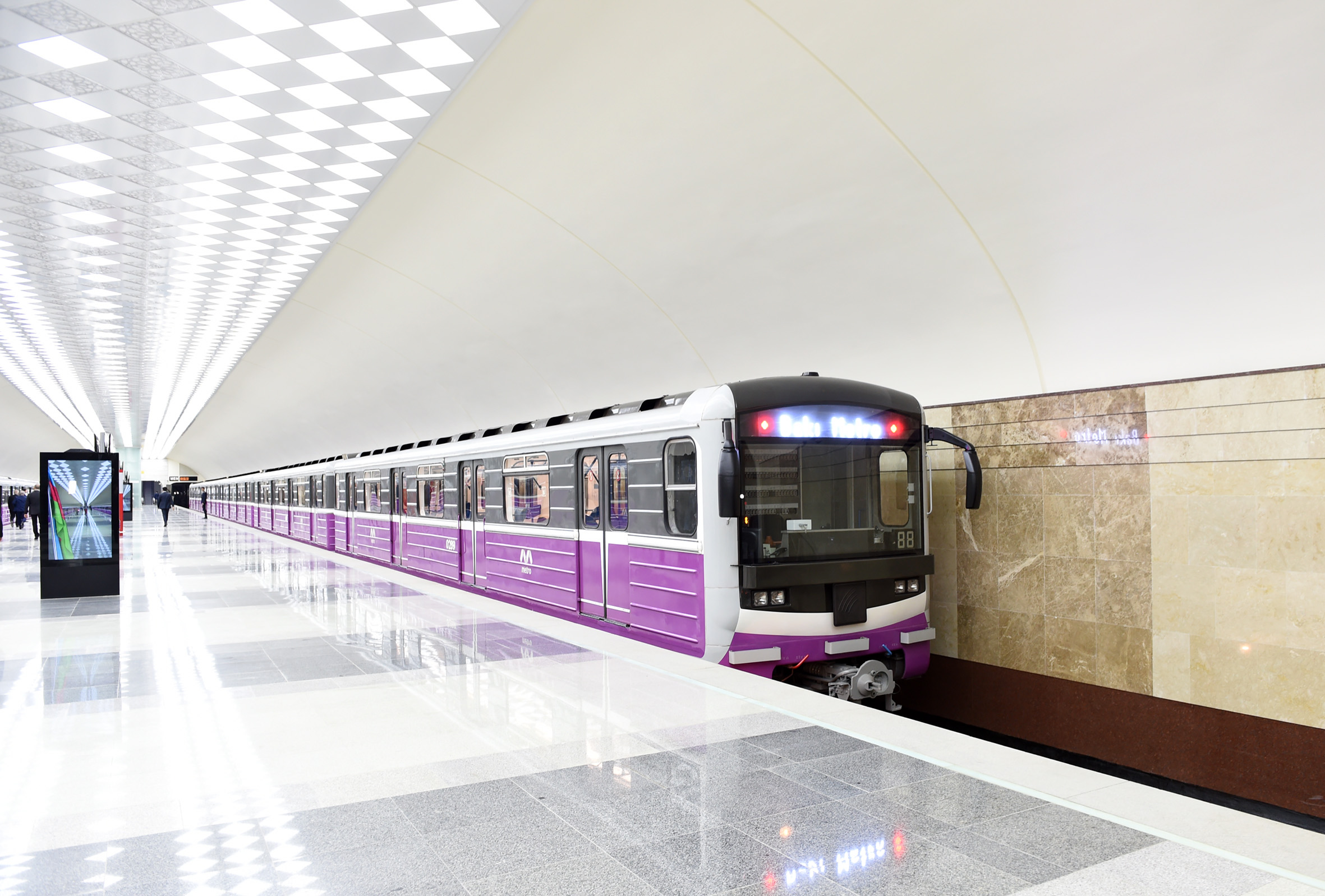
81-717M/714M 带有古老特徵車頭(在格鲁吉亚第比利斯进行现代化)
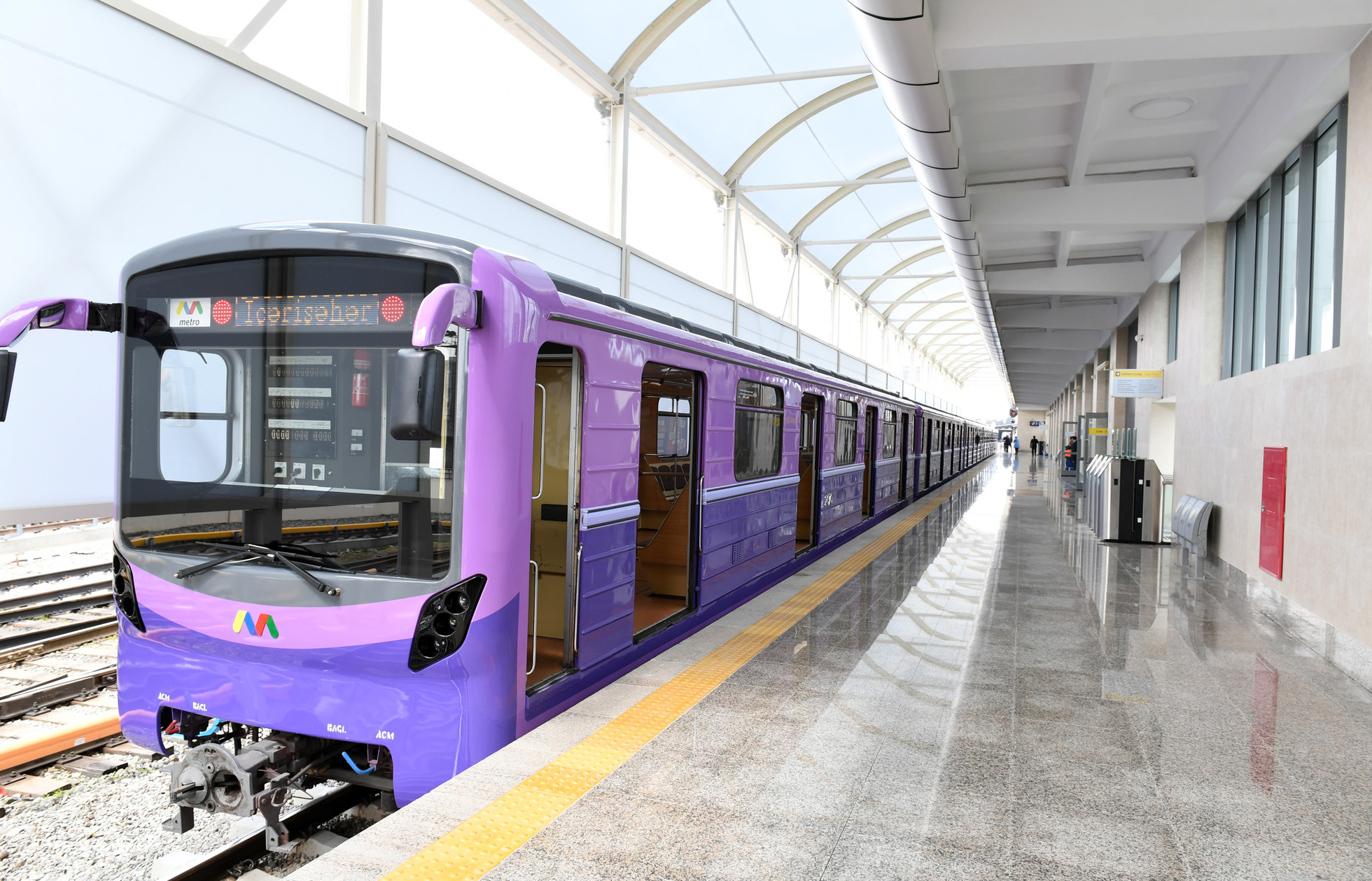
81-717M/714M 現代化的正面的类型 (本地機車廠改裝)
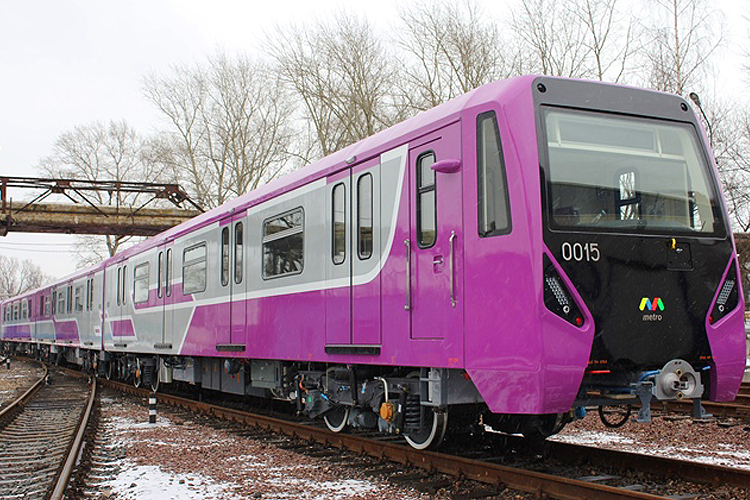
81-760B/761B/763B "Oka"車頭.
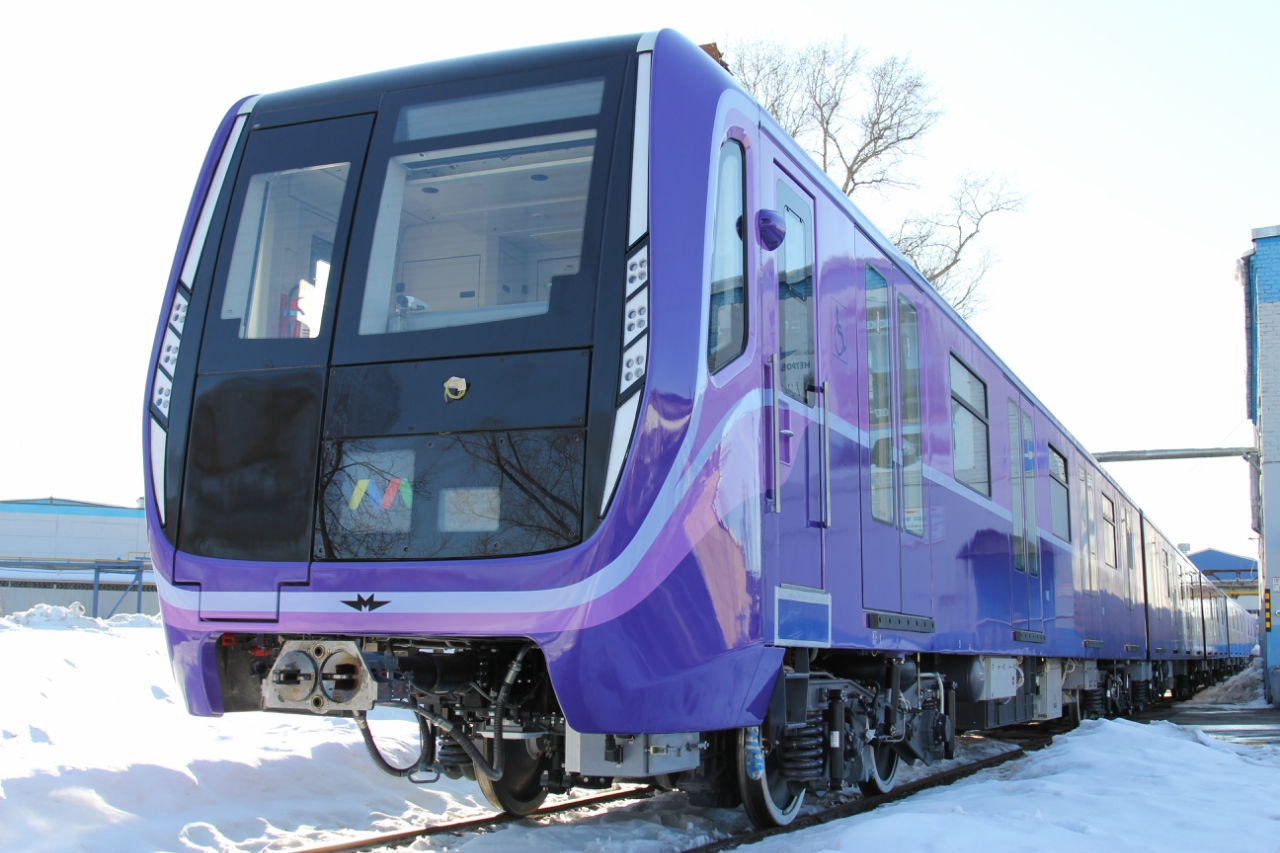
81-765.B/766.B "莫斯科"

## 外部連結
- 官方網站 （页面存档备份，存于）  （俄文） （英文）
- Baku Metro Track Map （页面存档备份，存于） （俄文）
- Urbanrail – Baku Metro （页面存档备份，存于） （英文）
- Information （英文）
- More information （页面存档备份，存于） （俄文）
- Baku Public Transportation （页面存档备份，存于） （英文）